# Freak of Nature
A Freak of Nature Anastacia amerikai énekesnő második albuma. 2001. november 26-án jelent meg Európában és Ausztráliában, és 2002. június 18-án az Egyesült Államokban. Fő producere Ric Wake, de közreműködött rajta Sam Watters, Louis Biancaniello és Richie Jones.
Az album a 27. helyen nyitott az amerikai Billboard 200 albumslágerlistán,és nem is jutott feljebb; mint Anastacia előző albuma, a Not That Kind, ez is nagyobb sikert ért el az énekesnő hazáján kívül: Belgiumban, Dániában, Hollandiában, Németországban, Norvégiában, Svájcban és Svédországban listavezető lett, az Egyesült Királyságban pedig a negyedik helyet érte el.
2002. november 4-én újra megjelentették Freak of Nature (Collector’s Edition) címmel, ehhez bónuszlemez járt új dalokkal (az európai és ausztrál kiadáson szerepelt köztük a 2002-es labdarúgó-világbajnokság hivatalos dala, a Boom, és Walt Disney Hófehérkéjének egy betétdalának feldolgozása), remixekkel és koncertfelvételekkel.
Az album egyes változatai a sokat kritizált másolásvédelem miatt nem játszhatóak le Windows és Mac operációs rendszereken.

## Számlista

### Nemzetközi kiadás
| #                                                    | Cím                                                   | Szerzők                                                          | Producerek             | Hossz |
| ---------------------------------------------------- | ----------------------------------------------------- | ---------------------------------------------------------------- | ---------------------- | ----- |
| 1.                                                   | Freak of Nature                                       | Anastacia, Richie Jones, Billy Mann, Eric Kupper                 | Ric Wake, Richie Jones | 3:39  |
| 2.                                                   | Paid My Dues                                          | Anastacia, Greg Lawson, Damon Sharpe, LaMenga Kafi               | Wake, Jones            | 3:21  |
| 3.                                                   | Overdue Goodbye                                       | Anastacia, Mann                                                  | Wake, Jones            | 4:34  |
| 4.                                                   | You’ll Never Be Alone                                 | Anastacia, Sam Watters, Louis Biancaniello                       | Watters, Biancaniello  | 4:21  |
| 5.                                                   | One Day in Your Life                                  | Anastacia, Watters, Biancaniello                                 | Watters, Biancaniello  | 3:28  |
| 6.                                                   | How Come the World Won’t Stop                         | Anastacia, Mann                                                  | Wake, Jones            | 4:03  |
| 7.                                                   | Why’d You Lie to Me                                   | Anastacia, Sharpe, Lawson, Trey Parker, Damon Butler, Canela Cox | Wake                   | 3:43  |
| 8.                                                   | Don’t Cha Wanna                                       | Anastacia, Watters, Biancaniello, Stevie Wonder, Yvonne Wright   | Watters, Biancaniello  | 3:43  |
| 9.                                                   | Secrets                                               | Anastacia, Brian James                                           | Wake, Jones            | 5:22  |
| 10.                                                  | Don’t Stop (Doin’ It)                                 | Anastacia, Watters, Biancaniello                                 | Watters, Biancaniello  | 4:21  |
| 11.                                                  | I Dreamed You                                         | Anastacia, Derek Bramble, Lindy Robbins                          | Wake                   | 5:04  |
| 12.                                                  | Overdue Goodbye (Reprise)                             |                                                                  |                        | 1:35  |
| Japán kiadás                                         |                                                       |                                                                  |                        |       |
| 13.                                                  | Boom                                                  | Anastacia, Glen Ballard                                          | Ballard                | 3:18  |
| Collector’s Edition bónusz CD (Európa és Ausztrália) |                                                       |                                                                  |                        |       |
| 1.                                                   | I Thought I Told You That (feat. Faith Evans)         | Anastacia, Miklos Malek, Nicole Renée                            |                        | 3:35  |
| 2.                                                   | Someday My Prince Will Come                           |                                                                  |                        | 3:44  |
| 3.                                                   | Boom                                                  | Anastacia, Glen Ballard                                          | Ballard                | 3:18  |
| 4.                                                   | Paid My Dues (The S-Man’s Darkstar Mix)               |                                                                  |                        | 5:17  |
| 5.                                                   | One Day in Your Life (Hex Hector/Mac Quayle Club Mix) |                                                                  |                        | 10:12 |
| 6.                                                   | Why’d You Lie to Me (Nu Soul DNB Mix)                 |                                                                  |                        | 6:38  |
| 7.                                                   | Freak of Nature (Live from Japan, 13 Sept 2002)       |                                                                  |                        | 4:23  |
| 8.                                                   | Overdue Goodbye (Live from Japan, 13 Sept 2002)       |                                                                  |                        | 5.41  |

Az album észak-amerikai kiadásán a You’ll Never Be Alone, One Day in Your Life és  Don’t Stop (Doin’ It) című számoknak kicsit eltérő változata szerepel (4:40, 3:52 illetve 4:28 perc hosszal), és felkerült a standard kiadásra is az I Thought I Told You That, a How Come the World Won’t Stop után. A Collector’s Edition brit és amerikai kiadásának bónuszlemezén nem szerepel a Boom.

## Kislemezek
- Paid My Dues (2001. november 6.)
- One Day in Your Life (2002. március 4.)
- Boom (2002. június 3.)
- Why’d You Lie to Me (2002. szeptember 9.)
- You’ll Never Be Alone (2002. november 4.)

## Megjelenési dátumok
| Ország              | Dátum              | Kiadó            |                  |                  |
| Standard edition    | Standard edition   | Standard edition | Standard edition | Standard edition |
| ------------------- | ------------------ | ---------------- | ---------------- | ---------------- |
| Ausztrália          | 2001. november 23. | Sony             |                  |                  |
| Egyesült Királyság  | 2001. november 26. | Sony             |                  |                  |
| Franciaország       | 2001. november 26. | Sony             |                  |                  |
| Németország         | 2001. november 26. | Sony             |                  |                  |
| Svájc               | 2001. november 26. | Sony             |                  |                  |
| Egyesült Államok    | 2002. június 18.   | Epic, Daylight   |                  |                  |
| Japán               | 2002. július 24.   | Sony             |                  |                  |
| Collector’s edition |                    |                  |                  |                  |
| Egyesült Királyság  | 2002. november 11. | Sony             |                  |                  |
| Franciaország       | 2002. november 11. | Sony             |                  |                  |
| Németország         | 2002. november 11. | Sony             |                  |                  |
| Svájc               | 2002. november 11. | Sony             |                  |                  |
| Egyesült Államok    | 2002. november 18. | Epic, Daylight   |                  |                  |
| Ausztrália          | 2002. november 25. | Sony             |                  |                  |

| Slágerlista (2001/2002)           | Legmagasabb helyezés |
| --------------------------------- | -------------------- |
| Ausztrál albumslágerlista         | 10                   |
| Brit albumslágerlista             | 4                    |
| Belga albumslágerlista (Flandria) | 1                    |
| Belga albumslágerlista (Vallónia) | 12                   |
| Dán albumslágerlista              | 1                    |
| European Top 100 Albums           | 1                    |
| Finn albumslágerlista             | 8                    |
| Francia albumslágerlista          | 15                   |
| Holland albumslágerlista          | 1                    |
| Ír albumslágerlista               | 7                    |
| Lengyel albumslágerlista          | 7                    |
| Magyar albumslágerlista           | 5                    |
| Német albumslágerlista            | 1                    |
| Norvég albumslágerlista           | 1                    |
| Olasz albumslágerlista            | 3                    |
| Osztrák albumslágerlista          | 2                    |
| Svájci albumslágerlista           | 1                    |
| Svéd albumslágerlista             | 1                    |
| USA Billboard 200                 | 27                   |
| Új-zélandi albumslágerlista       | 39                   |

| Ország             | Minősítés       |
| ------------------ | --------------- |
| Ausztrália         | Platinalemez    |
| Ausztria           | Platinalemez    |
| Belgium            | Platinalemez    |
| Dánia              | Platinalemez    |
| Európa             | 3× platinalemez |
| Finnország         | Platinalemez    |
| Franciaország      | 2× aranylemez   |
| Németország        | 3× platinalemez |
| Magyarország       | Aranylemez      |
| Hollandia          | 2× platinalemez |
| Új-Zéland          | Aranylemez      |
| Norvégia           | 2× platinalemez |
| Lengyelország      | Aranylemez      |
| Portugália         | Platinalemez    |
| Spanyolország      | Platinalemez    |
| Svédország         | 2× platinalemez |
| Svájc              | 5× platinalemez |
| Egyesült Királyság | 3× platinalemez |